# Gobernaciones de Kuwait
Kuwait está dividido en 6 gobernaciones (muhafazah). Las gobernaciones se subdividen en áreas. La gobernación está encabezada por un gobernador designado por decreto ministerial por un período de 4 años que puede renovarse a propuesta del primer ministro.

## Historia
Las primeras gobernaciones en crearse en el Estado de Kuwait a través del decreto emir n.º 6 de 1962 fueron Al Asimah, Hawalli y Al Ahmadí. Más tarde se crearon las de Yahra, Farwaniya y Mubarak Al-Kabeer en 1979, 1988 y 1999 respectivamente.

## Listado
| Gobernación       | ISO 3166-2:KW | Formación | Población | Área (km²) | Notas                                                                                            |
| ----------------- | ------------- | --------- | --------- | ---------- | ------------------------------------------------------------------------------------------------ |
| Ahmadí            | KW-AH         | 1962      | 959 009   | 5 120      | Lleva el nombre del jeque Ahmad Al-Jaber Al-Sabah, décimo gobernante de Kuwait.                  |
| Al-Asimah         | KW-KU         | 1962      | 568 567   | 175        | Alberga la mayoría de los centros financieros y comerciales de Kuwait, como la bolsa de valores. |
| Farwaniya         | KW-FA         | 1988      | 1 169 312 | 204        | Es la gobernación más poblada y es la principal zona residencial de Kuwait.                      |
| Hawalli           | KW-HA         | 1962      | 939 792   | 85         | Es la gobernación más pequeña y más densamente poblada.                                          |
| Mubarak Al-Kabeer | KW-MU         | 1999      | 254 999   | 104        | La gobernación más nueva de Kuwait, fundada en 1999 y la gobernación menos poblada de Kuwait.    |
| Yahra             | KW-JA         | 1979      | 540 910   | 12 750     | Es la gobernación más grande y contiene el área agrícola.                                        |